# Krembangan Utara
Krembangan Utara is een bestuurslaag in het regentschap Soerabaja van de provincie Oost-Java, Indonesië. Krembangan Utara telt 15.245 inwoners (volkstelling 2010).